# El codazo de Tassotti
El codazo de Tassotti es el cuarto álbum de estudio de la banda cordobesa de música independiente Deneuve.
Fue publicado en el 2007 por la discográfica Grabaciones en el Mar y en el mismo la banda vuelve a sus orígenes firmando 11 canciones de pop sencillo. 
El título del disco se refiere al episodio en el que el jugador de la selección italiana de fútbol, Mauro Tassotti, propinó un codazo en el rostro al español Luis Enrique en los cuartos de final de la Copa Mundial de Fútbol de 1994.

## Lista de canciones
1. Cielo drive
2. Para vosotras
3. Marble Arch
4. Electromecánicas United
5. Ochenta y tres
6. Go Foreman
7. Tegamar
8. Brundle
9. Jennifer Grey
10. El puente de hierro
11. Duro y más duro